# Casas Adobes (Arizona)
Casas Adobes es un lugar designado por el censo ubicado en el condado de Pima en el estado estadounidense de Arizona. En el Censo de 2010 tenía una población de 66 795 habitantes y una densidad poblacional de 959,83 personas por km².

## Geografía
Casas Adobes se encuentra ubicado en las coordenadas 32°20′30″N 111°0′38″O / 32.34167, -111.01056. Según la Oficina del Censo de los Estados Unidos, Casas Adobes tiene una superficie total de 69.59 km², de la cual 69.28 km² corresponden a tierra firme y (0.44%) 0.31 km² es agua.

## Demografía
Según el censo de 2010, había 66.795 personas residiendo en Casas Adobes. La densidad de población era de 959,83 hab./km². De los 66.795 habitantes, Casas Adobes estaba compuesto por el 84.5% blancos, el 2.1% eran afroamericanos, el 0.95% eran amerindios, el 3.23% eran asiáticos, el 0.12% eran isleños del Pacífico, el 5.56% eran de otras razas y el 3.54% pertenecían a dos o más razas. Del total de la población el 20.89% eran hispanos o latinos de cualquier raza.